# Felipe Villanueva (actor)
Juan Felipe Villanueva (Ciudad Autonoma de Buenos Aires; 28 de febrero de 1988) es un actor argentino, conocido por su personaje de “Faca" en Cuando me sonreís.

## Biografía
Felipe nació en Buenos Aires, Argentina. Concurrió al ENSPA en la ciudad bonaerense de Avellaneda.

### Carrera
En 2005 participó en un capítulo de la sitcom Casados con hijos donde tuvo una participación mínima.
Comenzó a actuar oficialmente en 2008, donde actuó en un cortometraje llamado Amor crudo, junto a Valentino Arocena, donde interpreta al personaje de Iván. También hizo una interpretación en otro cortometraje llamado Dedicado a nadie, donde hace el personaje de Matías y trabaja junto a Samantha Zoppo.
En 2010, actúa en la telenovela de Nickelodeon y luego transmitida en Telefe, Sueña conmigo donde hace el personaje de Martín Bustamante o Garrafa, el tecladista del grupo 'Control Remoto' y amigo de Luca, Gonzalo, Mauro e Iván.
El 8 de agosto de 2011, comienza a hacerse conocido cuando sale al aire en el prime-time de Telefe, la comedia Cuando me sonreís, interpreta a Faca Ríos. Su personaje es hijo de Roberta Ríos —Julia Calvo—, trabaja en la empresa de Gastón Murfi —Facundo Arana— e interpreta al tercero en discordia entre los personajes de Mili —Lali Espósito— y Juanse —Benjamin Rojas—.

## Filmografía
- Amor crudo (cortometraje, 2008) - Iván.
- Dedicado a nadie (cortometraje, 2008) - Matias.
- Por la calle (cortometraje, 2009) ...Muchacho
- Sin retorno (2010) ...Chaucha
- Rompecabezas (2010)...Juan Pablo
- Pude ver un puma (2011, cortometraje)
- Paisaje (2018)... Esteban
- Argentina, 1985 (2022)... Asistente

## televisión
- Casados con hijos (2005) - Participación especial. Capítulo: «Un Argento independiente»
- sos mi vida (2006) participacion efimera como alumno provocador de pelea
- Patito feo (2007) - Chico que le entrega un paquete a Carmen (cap. 32).
- Sueña conmigo (2010) - (2011)- Garrafa.[1]
- Cuando me sonreís (2011)... Faca Ríos.
- Moderna profecía (2012) ... Martín Finkelstein.
- Las huellas del secretario (2013) Cristian Nuñez.
- Junior Express (2015) ... Lince
- Se trata de nosotros (2015) ... Pablo Viera. Episodio: «Donde manda capitán»

## Teatro
- El presente de Eduardo (Escritor, 2021)